# Stade international d'Alep
Le stade international d'Alep (en arabe : ملعب حلب الدولي) est un stade de football situé à Alep en Syrie. Inauguré en 2007, il est le plus grand stade de Syrie et a une capacité de 53 000 places. Il accueille les matchs de l'équipe de Al Ittihad Alep et de l'équipe nationale.

## Présentation
La construction du stade, conçu par l'architecte polonais Stanislaw Kuś (pl), est lancé en 1980 dans l'optique des Jeux méditerranéens de 1987. Le chantier pris de nombreux retards, en raison de problèmes financiers, et n'est inauguré qu'en 2007 après la durée record de 27 ans de construction. Le coût total de la construction du stade est d'environ 1 400 000 000 de livres syriennes, soit l'équivalent de 28 millions de dollars.
Son inauguration, le 3 avril 2007, a vu Al-Ittihad opposé au club turc du Fenerbahçe SK (2-2) devant le président syrien Bachar el-Assad accompagné par le Premier ministre turc, Recep Tayyip Erdoğan.
Le stade occupe une superficie de 3,5 hectares sur les 33 hectares du complexe sportif. Il est fourni avec deux grands écrans électroniques. Les sièges sont tous de couleur bleu clair avec un petit nombre de sièges de couleur blanche placés dans la tribune Est pour former le mot "Alep" en arabe et en anglais. Le toit du stade est en béton pré-construit ce qui en fait le deuxième plus grand de son genre dans le monde. Le parking du stade accueille plus de 8 000 véhicules.
Le Stade international d'Alep est le neuvième plus grand stade d'Asie en termes de capacité. Il se place derrière les stades suivants : 
1. Stade du Premier-Mai, Corée du Nord
2. Stade Gelora Bung Karno, Indonésie
3. Cox's Bazar Cricket Stadium, Bangladesh
4. Stade national Bukit Jalil, Malaisie
5. Stade olympique du Guangdong, Chine
6. Stade national de Pékin, Chine
7. Stade Shah Alam, Malaisie
8. Stade Azadi, Iran

## Galerie

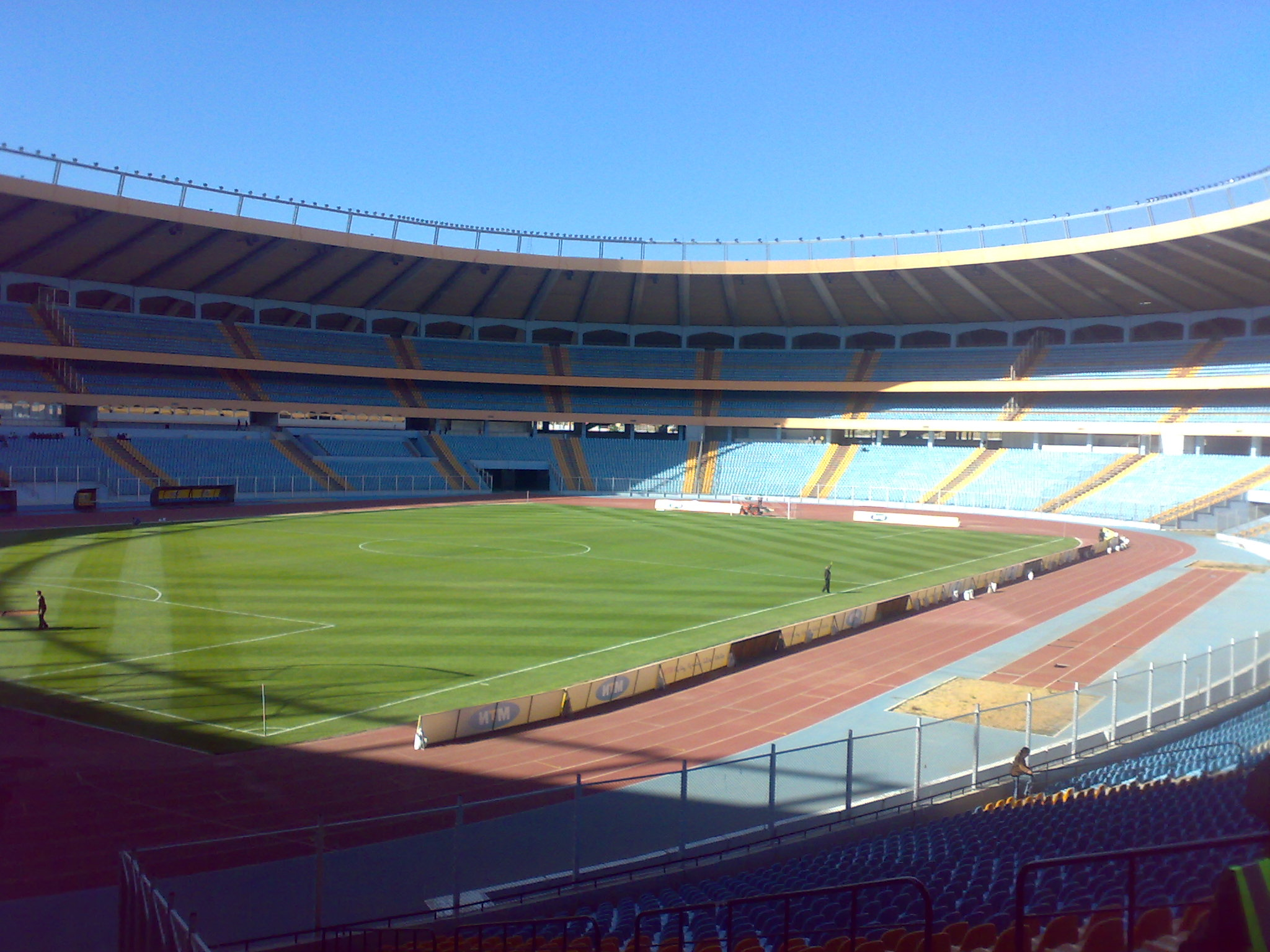
Vue intérieure
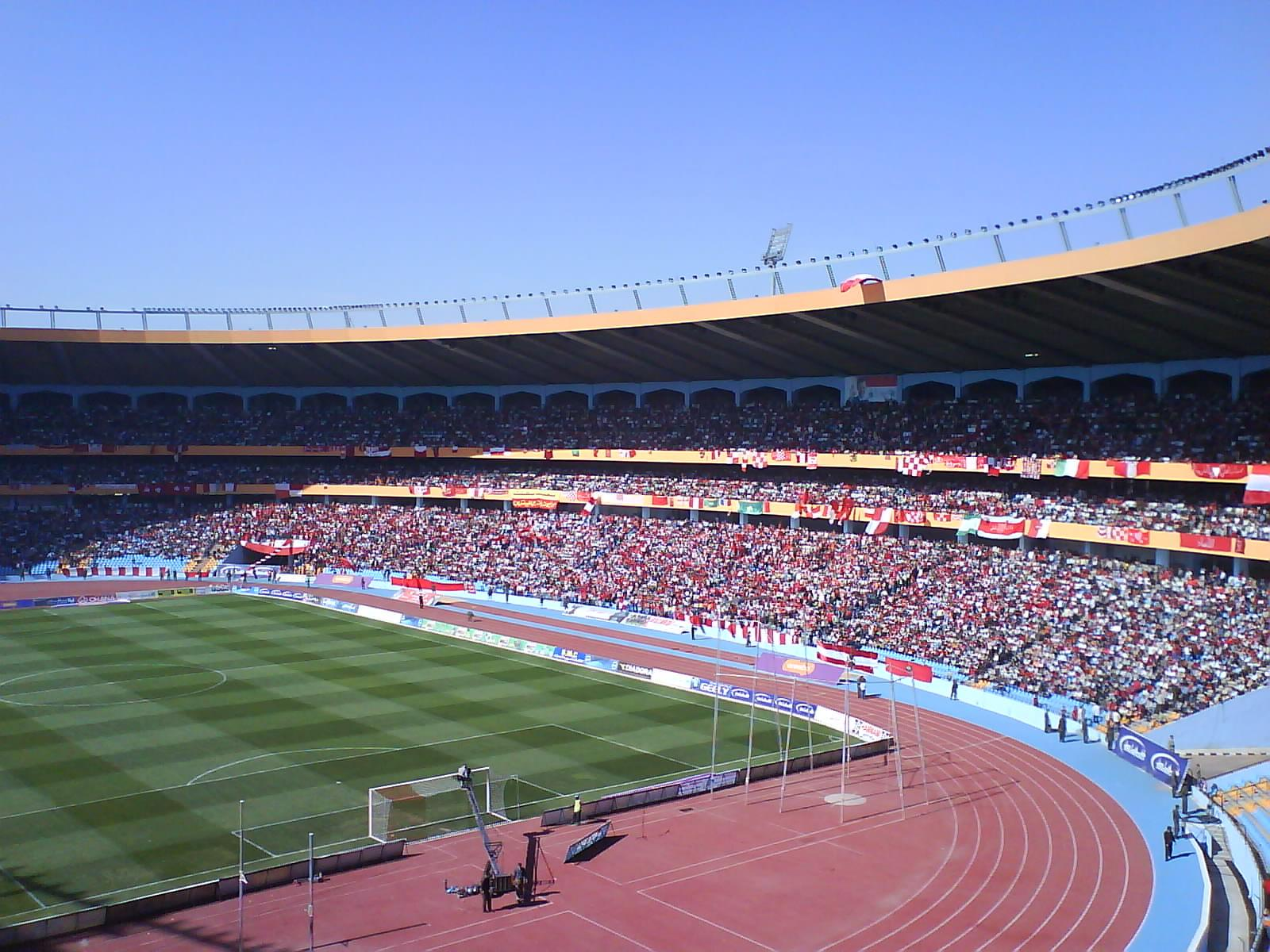
Pendant un événement
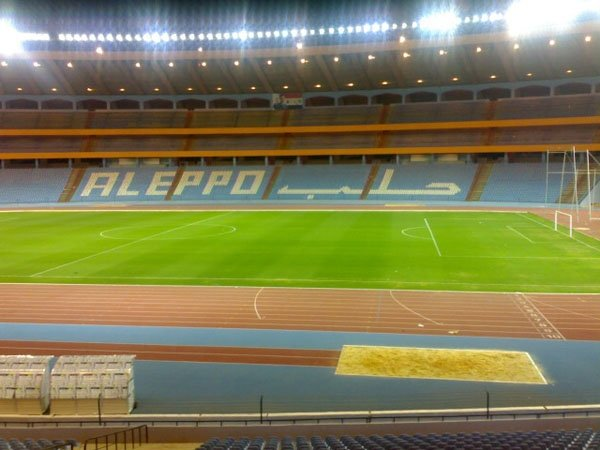
Tribune
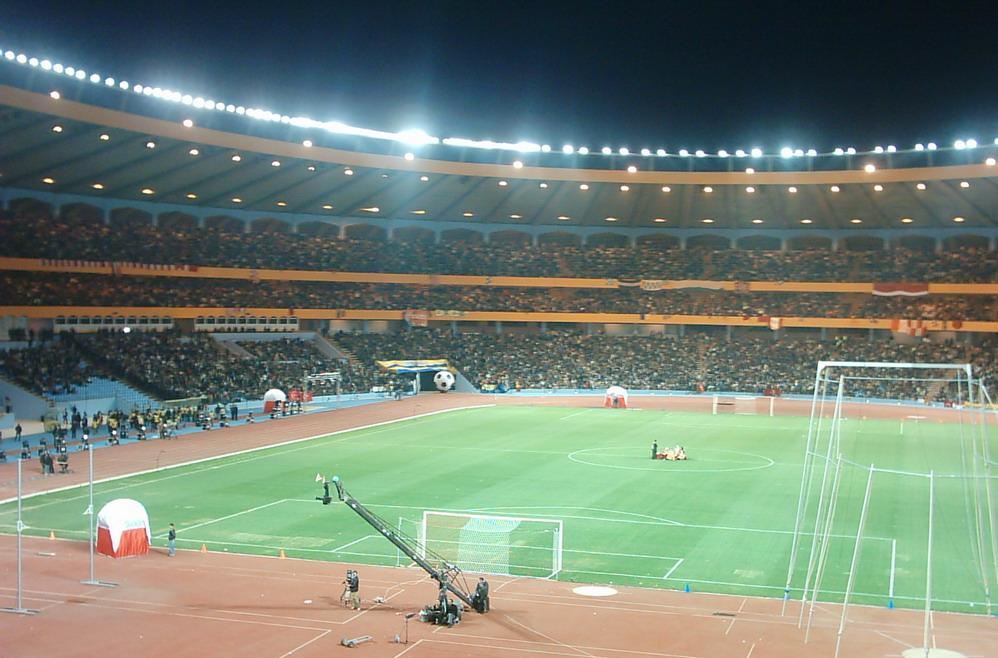
Le stade de nuit